# Блуп-Блуп
Блуп-Блуп (англ. Blup Blup) — остров в Тихом океане в составе островов Схаутена. Является территорией государства Папуа — Новая Гвинея. Административно входит в состав провинции Восточный Сепик региона Момасе. Площадь 3,5 км².

## География
Остров Блуп-Блуп расположен в архипелаге Схаутена, представляющим собой группу из шести небольших островов, расположенных к северу от острова Новая Гвинея, недалеко от устья реки Сепик. Ближайшие острова — Бам, который находится в 23 км к юго-востоку от Блуп-Блупа, а также Кадовар, расположенный в 11 км к югу.
Блуп-Блуп — небольшой остров, длина которого составляет 3,5 км, а ширина — 2 км. Тем не менее остров является вторым по площади островом архипелага Схаутен (после Вокео). С точки зрения геологии, остров представляет собой стратовулкан периода голоцена, высота которого составляет 402 м. На западном и северном побережье Блуп-Блупа имеются геотермальные источники. Вулканическая активность на острове проявлялась в районе кратера диаметром около 800 м. За всю историю наблюдения вулканических извержений зафиксировано не было. Предположительно, последнее из них произошло в период голоцена. Северное побережье острова защищено окаймляющим рифом.

## История
Европейским первооткрывателем островов Схаутена, в состав которых входит остров Блуп-Блуп, считается испанский мореплаватель Иньиго Ортис де Ретес, который обнаружил острова в 1545 году. В 1616 году острова были вновь открыты, но уже голландскими путешественниками Виллемом Схаутеном и Якобом Лемером. В 1884 году Блуп-Блуп стал частью германского протектората в Океании. В 1914 году Бам был оккупирован австралийцами, и с 1921 года острова Схаутен находились в управлении Австралии в качестве мандата Лиги наций, а после Второй мировой войны — ООН. С 1975 года Блуп-Блуп является частью независимого государства Папуа — Новая Гвинея.